# Norman, Oklahoma
Norman är en stad (city) i Cleveland County i delstaten Oklahoma i USA. Staden hade 128 026 invånare, på en yta av 490,35 km² (2020). Norman är administrativ huvudort (county seat) i Cleveland County. Staden, som är belägen i Oklahoma Citys storstadsområde, är delstatens tredje största stad.

## Kända personer från Norman
- James Garner, skådespelare
- Betty Jameson, golfspelare